# Miloš Drinčić
Miloš Drinčić (montenegrinisch-kyrillisch Милош Дринчић; * 14. Februar 1999 in Podgorica) ist ein montenegrinischer Fußballspieler.

## Karriere

### Verein
Miloš Drinčić erlernte das Fußballspielen in der Jugend vom FK Budućnost Podgorica in der Hauptstadt Podgorica. Seinen ersten Vertrag unterschrieb er am 1. Juli 2016 beim FK Iskra Danilovgrad. Der Verein aus Danilovgrad spielte in der ersten Liga, der Prva Crnogorska Liga. Nach 152 Ligaspielen wechselte er nach fünf Spielzeiten zum Ligarivalen FK Sutjeska Nikšić. Am Ende der Saison 2021/22 feierte er mit dem Verein aus Nikšić die montenegrinische Meisterschaft. Nach 53 Ligaspielen ging er im Januar 2023 nach Weißrussland. Hier stand er bis Mitte August 2023 beim Erstligisten FK Schachzjor Salihorsk unter Vertrag. Für den Verein kam er jedoch nur einmal im Pokal zum Einsatz. Der indische Erstligist Kerala Blasters nahm Drinčić Mitte August 2023 für zwei Jahre unter Vertrag. Hier bestritt er 39 Ligaspiele. Im Sommer 2025 zog es ihn nach Thailand. Hier unterschrieb er einen Vertrag beim Erstligisten BG Pathum United FC.

### Nationalmannschaft
Miloš Drinčić spielte in verschiedenen Juniorennationalmannschaften seines Heimatlandes.

## Erfolge
FK Sutjeska Nikšić
- Montenegrinischer Meister: 2021/22